# Elecciones presidenciales de Argentina de 2011
En las elecciones presidenciales de Argentina de 2011 resultó reelecta presidenta de la Nación en primera vuelta Cristina Fernández de Kirchner, del Frente para la Victoria, venciendo al socialista Hermes Binner del Frente Amplio Progresista. 
Fue el tercer mandato presidencial consecutivo del kirchnerismo y el único de un mismo partido en completarlos en la historia democrática argentina (sufragio secreto y obligatorio). Votó el 79.39% del electorado. Fernández de Kirchner fue la primera mujer reelecta como presidenta en América y obtuvo la segunda mayor ventaja histórica respecto al candidato ubicado en segundo lugar, superando por un punto porcentual a la victoria obtenida por Marcelo T. de Alvear en 1922, pero 0.13% por debajo de la victoria de Juan Domingo Perón en las elecciones de septiembre de 1973.
Se aplicaron las reglas electorales de la reforma constitucional de 1994 que estableció el voto directo, la realización de una segunda vuelta si ningún candidato alcanzaba el 45% de los votos, o más de 10 puntos de diferencia si superaba el 40%, el mandato presidencial de cuatro años, con la posibilidad de una sola reelección inmediata. Los candidatos de cada fuerza fueron elegidos en elecciones primarias, abiertas, simultáneas y obligatorias (PASO), establecidas por ley en 2009. 
Fernández de Kirchner ganó en 23 de los 24 distritos electorales (Provincia de Buenos Aires, Catamarca, Chaco, Chubut, Ciudad Autónoma de Buenos Aires, Córdoba, Corrientes, Entre Ríos, Formosa, Jujuy, La Pampa, La Rioja, Mendoza, Misiones, Neuquén, Río Negro, San Juan, Salta, Santa Cruz, Santa Fe, Santiago del Estero, Tierra del Fuego, Antártida es Islas del Atlántico Sur y Tucumán), y Rodríguez Saá en uno (San Luis).
En la actualidad, esta sería la última vez que un hombre sería elegido vicepresidente de la Nación.

## Antecedentes
La crisis de diciembre de 2001, que culminó en una masacre con decenas de muertos y el default de la deuda externa, había producido un descalabro generalizado, que puso a la Argentina en riesgo de disolución y guerra civil. La pobreza se elevó en 2002 al 56%, la desocupación orilló el 30%, niveles nunca alcanzados en la Argentina moderna, la clase media se redujo a la mitad y la marginalidad social se extendió. La política entró en una crisis profunda ("¡Que se vayan todos!"), poniendo fin al bipartidismo peronista-radical.
En esas condiciones se realizaron las elecciones presidenciales de 2003 que ganó uno de los tres candidatos peronistas, Néstor Kirchner, del recién creado Frente para la Victoria, luego de salir segundo en la primera vuelta, con apenas el 22% de los votos, el más bajo obtenido por un presidente en la historia argentina. Así se inició lo que luego se conocería como kirchnerismo, identificado también con la letra "K".
En las elecciones de 2007 el gobierno kirchnerista ponía a prueba por primera vez la evaluación de la ciudadanía de su gestión de gobierno. El Frente para la Victoria, construido en torno al Partido Justicialista, había ampliado su composición con partidos provenientes de muy diversas ideologías (socialistas, comunistas, frepasistas, intransigentes, etc.) y sobre todo había incorporado a un amplio sector del radicalismo, conocido como Radicales K, liderados por el gobernador de la provincia de Mendoza, Julio Cobos. La candidata fue Cristina Kirchner quien ganó con un 45% de los votos, el doble de lo que la coalición había obtenido cuatro años antes. Se convirtió además en la primera mujer elegida para ser presidente de la Nación.
Durante el segundo gobierno kirchnerista, un amplio sector se mostró activamente en contra de las políticas del gobierno, destacándose el paro agropecuario patronal de 2008, en el que durante más de cien días productores agropecuarios de todo el país, mantuvieron las rutas cortadas, mientras que la alianza del peronismo con los Radicales K de Julio Cobos se rompió. El kirchnerismo enfrentaba así la tercera evaluación de la ciudadanía, cuando muchos observadores daban por hecho que no tenía ninguna posibilidad de ganar y pronosticaban el comienzo de una etapa "poskirchnerista".
Del lado de la oposición, la situación era similar a 2007:
- el bipartidismo peronista-radical había desaparecido definitivamente.
- el bloque de centroizquierda, que había salido segundo en la elección anterior, se rompió, presentándose en listas separadas el Partido Socialista, gobernante en la provincia de Santa Fe, y Elisa Carrió (CC-ARI);
- la Unión Cívica Radical (UCR) se había recuperado levemente y realizó una alianza con un sector disidente del peronismo;
- el peronismo disidente se dividió y se presentó en varias listas;
- no se presentó ninguna fuerza de centroderecha de consideración. El Pro conducido por Mauricio Macri, consolidado como jefe de gobierno de la Ciudad de Buenos Aires, decidió no presentarse en las elecciones presidenciales.

## Reglas electorales
Las reglas electorales fundamentales que rigieron la elección presidencial fueron establecidas en el texto constitucional definido a partir de la Reforma constitucional de 1994. Fueron las mismas reglas que en las elecciones de 1995, 1999, 2003 y 2007.
Las principales reglas electorales para la elección presidencial fueron:
- Sufragio directo.
- La fórmula presidencial (presidente-vicepresidente) debía elegirse simultáneamente en la misma papeleta.
- Segunda vuelta electoral en caso de que el ganador de la primera vuelta no alcanzara el 45% de los votos, o que superando el 40% de los votos, tuviera una diferencia con el segundo menor a 10 puntos porcentuales.
- Mandato presidencial de cuatro años, con posibilidad de una sola reelección inmediata.

Para esta elección el Congreso de la Nación sancionó la Ley N° 26.571, introduciendo la novedad de las internas primarias abiertas, que fueron denominadas PASO (Primarias Abiertas, Simultáneas y Obligatorias), para elegir los candidatos de cada alianza. Como en cada elección, los locales de votación están abiertos al público entre las 8:00 y las 18:00.

## Candidaturas

### Frente para la Victoria
Cristina Fernández de Kirchner: exdiputada Provincial (1989-1995), exdiputada Nacional (1997-2001), exsenadora Nacional (1995-1997; 2001-2005; 2005-2007), ex primera dama (2003-2007) y Presidente de la Nación Argentina (2007-2011). El 21 de junio de 2011 confirmó públicamente su postulación para la reelección, la misma fue una decisión que, según sus propias declaraciones, había tomado desde la sorpresiva muerte a fines de 2010 de Néstor Kirchner, quien era su cónyuge desde 1975, expresidente de la Nación (2003-2007), presidente del Partido Justicialista y firme candidato del Frente para la Victoria para los comicios presidenciales. Recibió el apoyo manifiesto de diversos sectores, entre ellos: el secretario general de la Confederación General del Trabajo (CGT) Hugo Moyano, el secretario general de la Unión Obrera Metalúrgica (UOM) Antonio Caló, el Secretario General de la Federación de Tierra y Vivienda (FTV) y Central de Movimientos Populares (CMP) Luis D'Elía, así como también el de varios gobernadores, legisladores, funcionarios, las asociaciones de Madres y Abuelas de Plaza de Mayo (presididas por Hebe de Bonafini y Estela de Carlotto, respectivamente) y Hugo Chávez (Presidente de la República Bolivariana de Venezuela) quien afirmó, durante la entrega de una distinción en la Facultad de Periodismo de la Universidad Nacional de La Plata, que la mandataria "es la mujer que Argentina necesita ahora para seguir con el rumbo de esta nave". Su compañero de fórmula fue Amado Boudou, Ministro de Economía y Finanzas Públicas en el período 2009-2011. Se convirtió, además, en la ganadora de las primeras elecciones primarias en la historia argentina, habiendo obtenido poco más del 50% de los votos válidamente emitidos y una ventaja de 38% sobre Ricardo Alfonsín, candidato de la Unión Cívica Radical.
| | |
| | |
| Cristina Fernández de Kirchner | Amado Boudou                                                                                               |
| para presidente | para vicepresidente                                                                                        |
| [[File:Abdullah Gul and Cristina Kirchner in Turkey 6.JPG\|800px\|alt={{{Alt\|{{{descripción}}}]] | [[File:Amado Boudou, 2009-07-08, en Casa Rosada (Buenos Aires).jpg\|225px\|alt={{{Alt\|{{{descripción}}}]] |
| Presidente de la Nación Argentina (2007-2011) | Ministro de Economía y Finanzas Públicas (2009-2011) Director Ejecutivo del ANSES (2008-2009)              |
| Partidos en la alianza: - Partido Justicialista - Partido Intransigente - Partido de la Victoria - Frente Grande - Partido Humanista - Partido Comunista (Congreso Extraordinario) - Partido Conservador Popular - Partido Comunista - Kolina - Partido Solidario - Nuevo Encuentro - Movimiento Justicia y Libertad | |

### Frente Amplio Progresista
Hermes Binner: ex Intendente de la Ciudad de Rosario (1995-2003), exdiputado Nacional (2005-2007 y Gobernador de la Provincia de Santa Fe desde 2007. En declaraciones al periodismo en marzo de 2011 comunicó su intención de ir como candidato a la presidencia y volvió a distanciarse de Rubén Giustiniani, senador y Presidente del Partido Socialista. Hasta mayo de 2011, el Partido Socialista y el Partido Generación para un Encuentro Nacional (GEN) estaban construyendo una alianza con la Unión Cívica Radical con Binner y Alfonsín como figuras principales, pero el acuerdo entre este último y la fuerza política que dirige Francisco de Narváez en la provincia de Buenos Aires, significaron la ruptura de la incipiente alianza. Su compañera de fórmula fue la senadora nacional por Córdoba, Norma Morandini.
| |                                                               |
| |                                                               |
| Hermes Binner | Norma Morandini                                               |
| para presidente | para vicepresidente                                           |
| [[File:Hermes Binner.jpg\|225px\|alt={{{Alt\|{{{descripción}}}]] | [[File:Nmorandini.jpg\|475px\|alt={{{Alt\|{{{descripción}}}]] |
| Gobernador de la provincia de Santa Fe (2007-2011) | Senadora nacional por la provincia de Córdoba (2009–2015)     |
| Partidos en la alianza: - Partido Socialista - Partido GEN - Movimiento Libres del Sur - Unidad Popular - Partido Nuevo contra la Corrupción, por la Honestidad y la Transparencia |                                                               |

### Unión para el Desarrollo Social
Diputado Ricardo Luis Alfonsín: exdiputado Provincial (1999-2003), Diputado Nacional desde 2009 e hijo del expresidente Raúl Alfonsín, quien gobernó entre 1983 y 1989. Lanzó su precandidatura presidencial el 3 de diciembre de 2010 con un acto presenciado por treinta mil personas en la intersección de la calle San José y Avenida de Mayo (Capital Federal). Su eslogan de campaña es "transformar el crecimiento en desarrollo". Manifestó que la prioridad en su plan de gobierno estará centrada en terminar con la pobreza extrema (piensa en un Plan Crianza que contenga a los menores de 5 años),[cita requerida] modernizar la matriz energética, darle valor agregado a la industria, federalizar los recursos y acercar la ciencia y la tecnología a la producción, entre otros ejes. Fue declarado candidato oficial del partido tras el abandono de la candidatura presidencial por parte de Ernesto Sanz y Julio Cobos. En el mes de junio oficializó un acuerdo electoral con Francisco De Narváez, integrante de Unión Celeste y Blanco (rama conservadora del Partido Justicialista), a la vez que designó como compañero de fórmula a Javier González Fraga, economista y expresidente del Banco Central.
| |                                                                          |
| |                                                                          |
| Ricardo Alfonsín | Javier González Fraga                                                    |
| para presidente | para vicepresidente                                                      |
| [[File:Ricardo Alfonsín 3 (cropped).jpg\|225px\|alt={{{Alt\|{{{descripción}}}]] | [[File:J. González Fraga.jpg\|300px\|alt={{{Alt\|{{{descripción}}}]]     |
| Diputado nacional por la provincia de Buenos Aires (2009-2017) | Presidente del Banco Central de la República Argentina (1989, 1990-1991) |
| Partidos en la alianza: - Unión Cívica Radical - Partido Federal - Partido Liberal de Corrientes - Unión Celeste y Blanco - Partido Demócrata Progresista - Partido Popular de Corrientes - Partido Provincial Rionegrino |                                                                          |

### Compromiso Federal
Alberto Rodríguez Saá: exsenador Nacional (1983-1994; 2000-2001) y Gobernador de San Luis (2003-2011). Comenzó su campaña el 31 de marzo de 2011 con un acto en el Predio Ferial de La Rural en el cual hizo un repaso de su gestión en San Luis y proyectó sus logros en la provincia a la Nación como parte de su plan de gobierno. Su compañero de fórmula es el exgobernador de la Provincia de Santa Fe, José María "Tati" Vernet.
| |                                                                                     |
| |                                                                                     |
| Alberto Rodríguez Saá | José María Vernet                                                                   |
| para presidente | para vicepresidente                                                                 |
| [[File:Alberto Rodríguez Saá en Copenhague 2010.jpg\|550px\|alt={{{Alt\|{{{descripción}}}]] | [[File:Vernet en Santa Isabel (cropped).jpg\|350px\|alt={{{Alt\|{{{descripción}}}]] |
| Gobernador de la provincia de San Luis (2003-2011) | Gobernador de la provincia de Santa Fe (1983-1987)                                  |
| Partidos en la alianza: - Partido Es Posible - Política Abierta para la Integridad Social - Unión del Centro Democrático - Movimiento Independiente de Jubilados y Desocupados - Producción y Trabajo - Partido Nacionalista Constitucional UNIR - Partido Unión y Libertad - Movimiento Nuevo País - El Movimiento - Movimiento Federalista Pampeano |                                                                                     |

### Frente Popular
Eduardo Duhalde: ex Intendente de Lomas de Zamora (1974-1976; 1983-1987), exdiputado Nacional (1987-1989), ex Vicepresidente de la Nación (1989-1991), ex Gobernador de la Provincia de Buenos Aires (1991-1999) y ex Presidente interino de la Nación por aplicación de la Ley de Acefalía entre enero de 2002 y mayo de 2003. Lanzó formalmente su precandidatura presidencial el 20 de diciembre de 2010 en un acto en Costa Salguero ante cinco mil personas, con un discurso que duró poco más de cuarenta minutos. Se presentó como el candidato capaz de "pacificar y ordenar" la Argentina, apelando en varias oportunidades al apego al orden y la ley. Duhalde puso como ejemplos a varios presidentes latinoamericanos, tal es el caso de Lula da Silva, Michelle Bachelet y José Mujica; además estableció cuatro puntos principales de su propuesta electoral: políticas de Estado, la restitución de la autoridad y de la paz, la plena vigencia de los derechos humanos "del pasado, del presente y del futuro" y la construcción de un progresismo moderno "con respeto a las instituciones democráticas". Aseguró que con el jefe de gobierno porteño, Mauricio Macri, y otros sectores políticos, ha firmado acuerdos de políticas públicas y que existe la posibilidad de futuras conversaciones.
Participó en la preinterna partidaria por regiones del Peronismo Federal frente a Alberto Rodríguez Saá pero, ante graves entredichos con su contrincante, decidió abandonarla y posteriormente alejarse del partido formando un nuevo espacio denominado "Unión Popular". Su compañero de fórmula fue Mario Das Neves, gobernador de la Provincia del Chubut.
| Frente Popular |                                                                       |
| |                                                                       |
| Eduardo Duhalde | Mario Das Neves                                                       |
| para presidente | para vicepresidente                                                   |
| [[File:Duhalde23012007.jpg\|200px\|alt={{{Alt\|{{{descripción}}}]] | [[File:Mario Das Neves mc.jpg\|350px\|alt={{{Alt\|{{{descripción}}}]] |
| Presidente de la Nación Argentina (2002-2003) | Gobernador de la provincia del Chubut (2003-2011)                     |
| Partidos en la alianza: - Unión Popular - Partido Autonomista - Partido Demócrata Cristiano - Movimiento de Integración y Desarrollo - Partido Popular de la Reconstrucción - Partido Fortaleza - Partido Proyecto Corrientes - Partido Acción Nativa - Acción Chaqueña - Partido de la Corriente Renovadora - Partido Independiente del Chubut - Partido Unión por La Rioja - Acuerdo Republicano Federal - Movimiento Independiente Renovador - Partido Primero la Gente - Partido Cambio Popular Tucumano |                                                                       |

### Frente de Izquierda y de los Trabajadores
Jorge Altamira: Ex legislador de la Ciudad de Buenos Aires (2000-2003) y dirigente histórico del Partido Obrero. Fue elegido como candidato a Presidente por el Frente de Izquierda y de los Trabajadores (FIT), una alianza electoral conformada por el Partido Obrero, el Partido de los Trabajadores Socialistas (PTS) y por la Izquierda Socialista. Su compañero de fórmula fue Christian Castillo, docente universitario y dirigente del Partido de los Trabajadores Socialistas (PTS).
| |                                                                       |
| Partido Obrero                                                                                            |                                                                       |
| Jorge Altamira                                                                                            | Christian Castillo                                                    |
| para presidente                                                                                           | para vicepresidente                                                   |
| [[File:AltamiraEspen.jpg\|1000px\|alt={{{Alt\|{{{descripción}}}]]                                         | [[File:Christian castillo.jpg\|400px\|alt={{{Alt\|{{{descripción}}}]] |
| Legislador de la Ciudad de Buenos Aires (2000-2003)                                                       | Sociólogo y docente universitario                                     |
| Partidos en la alianza: - Partido Obrero - Partido de los Trabajadores Socialistas - Izquierda Socialista |                                                                       |

### Coalición Cívica ARI
Elisa Carrió: Diputada Nacional desde 2009 y en otras tres oportunidades (1995-1999, 1999-2003 y 2005-2007). Fue candidata presidencial en el año 2003 y en el año 2007. Presentó su candidatura el 12 de diciembre de 2010 en el barrio porteño de Recoleta ante poco más de dos mil personas. En el acto de lanzamiento realizó fuertes críticas al kirchnerismo, al Jefe de Gobierno de la Ciudad de Buenos Aires (Mauricio Macri) y a la Unión Cívica Radical. También se leyeron adhesiones de la pata radical en la Coalición Cívica y del partido de Patricia Bullrich, Unión por Todos; contó además con la presencia de emisarios de Ricardo López Murphy.
 Durante una conferencia en la Universidad de Belgrano, en diciembre de 2010, dio a conocer los dos principales ejes programáticos: una nueva Ley de Coparticipación "que termine con la chequera que extorsiona a los gobernadores e Intendentes" y una nueva Ley de Educación, al tiempo que afirmó que su gobierno será "el único de los últimos años que va a asumir sin ningún compromiso con las corporaciones económicas o sindicales". Su compañero de fórmula fue el diputado nacional Adrián Pérez.
|                                                                                        |                                                                 |
| Elisa Carrió                                                                           | José Adrián Pérez                                               |
| para presidente                                                                        | para vicepresidente                                             |
| [[File:Elisa Carrió Vilma Socorro Martínez.jpg\|850px\|alt={{{Alt\|{{{descripción}}}]] | [[File:Adrián Pérez.jpg\|300px\|alt={{{Alt\|{{{descripción}}}]] |
| Diputada nacional por la ciudad de Buenos Aires (2009-2020)                            | Diputado nacional por la provincia de Buenos Aires (2003-2011)  |

### Candidatos eliminados
| | | Movimiento de Acción Vecinal |                     |                                 |                                                   |
| Alcira Argumedo | Jorge Cardelli | Sergio Pastore               | Gilda Rodríguez     | José Bonacci                    | José Villena                                      |
| para presidente | para vicepresidente | para presidente              | para vicepresidente | para presidente                 | para vicepresidente                               |
| | |                              |                     |                                 |                                                   |
| Diputada nacional por la ciudad de Buenos Aires (2009-2017)                                                                         | Docente | Abogado                      | Apoderada           | Concejal de Rosario (2001-2005) | Legislador de la provincia de Córdoba (2007-2011) |
| Partidos en la alianza: - Proyecto Sur - Movimiento Socialista de los Trabajadores - Nueva Izquierda - Partido Socialista Auténtico | Partidos en la alianza: - Proyecto Sur - Movimiento Socialista de los Trabajadores - Nueva Izquierda - Partido Socialista Auténtico | Partido sin alianza          | Partido sin alianza | Partido sin alianza             | Partido sin alianza                               |

### Precandidatos que abandonaron su aspiración presidencial
Otros políticos que habían considerado una candidatura a la presidencia durante el año 2011 pero que luego la abandonaron fueron:
- Carlos Saúl Menem, por el partido Lealtad y Dignidad de corriente peronista tradicional y fundado por él mismo en 2007, anunció en el año 2009 sus intenciones de ir por una tercera presidencia en 2011, sin embargo, finalmente firmaría un acuerdo con el Frente para la Victoria dándole su apoyo a esa corriente peronista mientras que él tomaría lugar encabezando la lista para el Senado Nacional por La Rioja.

- Mario Das Neves, por el Peronismo Federal: Gobernador de la Provincia del Chubut (2003-2007 y reelecto hasta 2011). Fue el primero de los presidenciables en lanzar su candidatura, la cual se llevó a cabo en un acto realizado en agosto de 2009 en la localidad de Piedra del Águila, Provincia de Neuquén.
 El 2 de abril de 2011, días después de que su partido obtuviera resultados desfavorables en las elecciones a Gobernador en su propia provincia y luego de un gran escándalo mediático debido a denuncias por graves irregularidades durante los comicios, decidió abandonar su aspiración por alcanzar la Presidencia.[34] Posteriormente, en el mes de junio, aceptó la propuesta de Eduardo Duhalde para acompañarlo en la fórmula presidencial.[35]

- Ernesto Sanz, por la UCR: Actual Senador Nacional por la provincia de Mendoza y Presidente de la Unión Cívica Radical. Lanzó su precandidatura el 2 de marzo de 2011 en un acto realizado en el Teatro Gran Rex en el cual buscó diferenciarse de su rival intrapartidario (Ricardo Alfonsín) y realizó variadas críticas al kirchnerismo. A fines de marzo de 2011 decidió no presentarse en la preinterna partidaria pero confirmó su participación en las primarias abiertas y generales de agosto. Un mes después decidió abandonar su aspiración presidencial.[36]

- Julio Cobos, por la UCR: exgobernador de la Provincia de Mendoza (2003-2007) y vicepresidente de la Nación durante el período 2007-2011. Negó desde un principio su participación en la preinterna partidaria a la vez que pidió en reiteradas oportunidades la postergación de las mismas, lo cual fue rechazado tanto por Ricardo Alfonsín como por Ernesto Sanz. El 7 de abril de 2011 decidió bajarse de la carrera por la Presidencia de la Nación luego de que el partido declarara como candidato oficial a Ricardo Alfonsín debido a que fue el único candidato en no bajarse de la preinterna partidaria.

- Fernando Solanas, por Proyecto Sur: Diputado Nacional y excandidato presidencial en las elecciones de 2007. Presentó formalmente su candidatura a Presidente de la Nación en diciembre de 2010 con un acto ante más de seis mil personas en el estadio de Ferro Carril Oeste. El 2 de mayo anunció formalmente su candidatura por la Jefatura de Gobierno de la Ciudad de Buenos Aires en Parque Centenario y estimó que era muy probable que su compañera de fórmula fuese Graciela Ocaña,[37] lo que finalmente no ocurrió.

- Mauricio Macri, por Propuesta Republicana: Jefe de Gobierno de la Ciudad de Buenos Aires durante el período 2007-2011. Demostró afinidad e intentos de coordinación con el PJ Federal[38] pero, a fines de marzo de 2011 y luego de la escandalosa elección a gobernador por la Provincia del Chubut en la que el PJ Federal se vio envuelto en denuncias por graves irregularidades, decidió "enfriar" los contactos con ese partido ya que consideró que un acercamiento le traería "más problemas que beneficios".[39] En los primeros días de mayo de 2011 decidió bajarse de la candidatura presidencial y apostar por su reelección al frente de la Jefatura de Gobierno de la Ciudad de Buenos Aires hasta el año 2015, lo cual finalmente ocurrió.

- Felipe Solá, por el Movimiento por la Equidad, Justicia y Organización:[40] Exgobernador de la Provincia de Buenos Aires (2002-2007) y diputado nacional. Lanzó su precandidatura en la ciudad bonaerense de San Nicolás el 28 de junio de 2010, fecha en la que celebraba el primer aniversario de las elecciones legislativas en la que su alianza con Francisco De Narváez (Unión - Pro) le ganó en la Provincia de Buenos Aires a Néstor Kirchner (Frente para la Victoria). Finalmente desistió de su candidatura presidencial.[41]

## Elecciones primarias – 14 de agosto

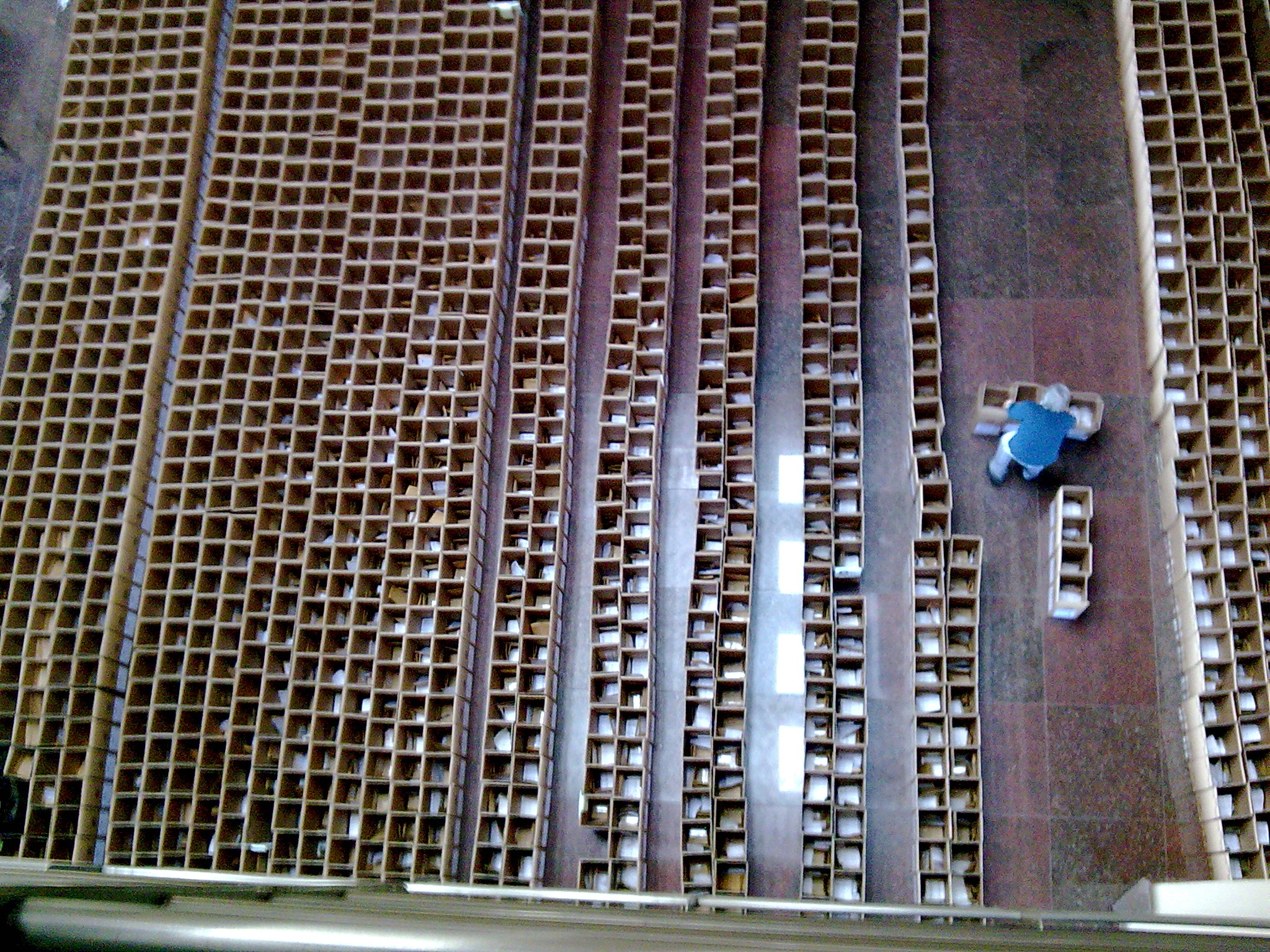
Urnas en proceso de armado en la Junta Electoral de Córdoba.

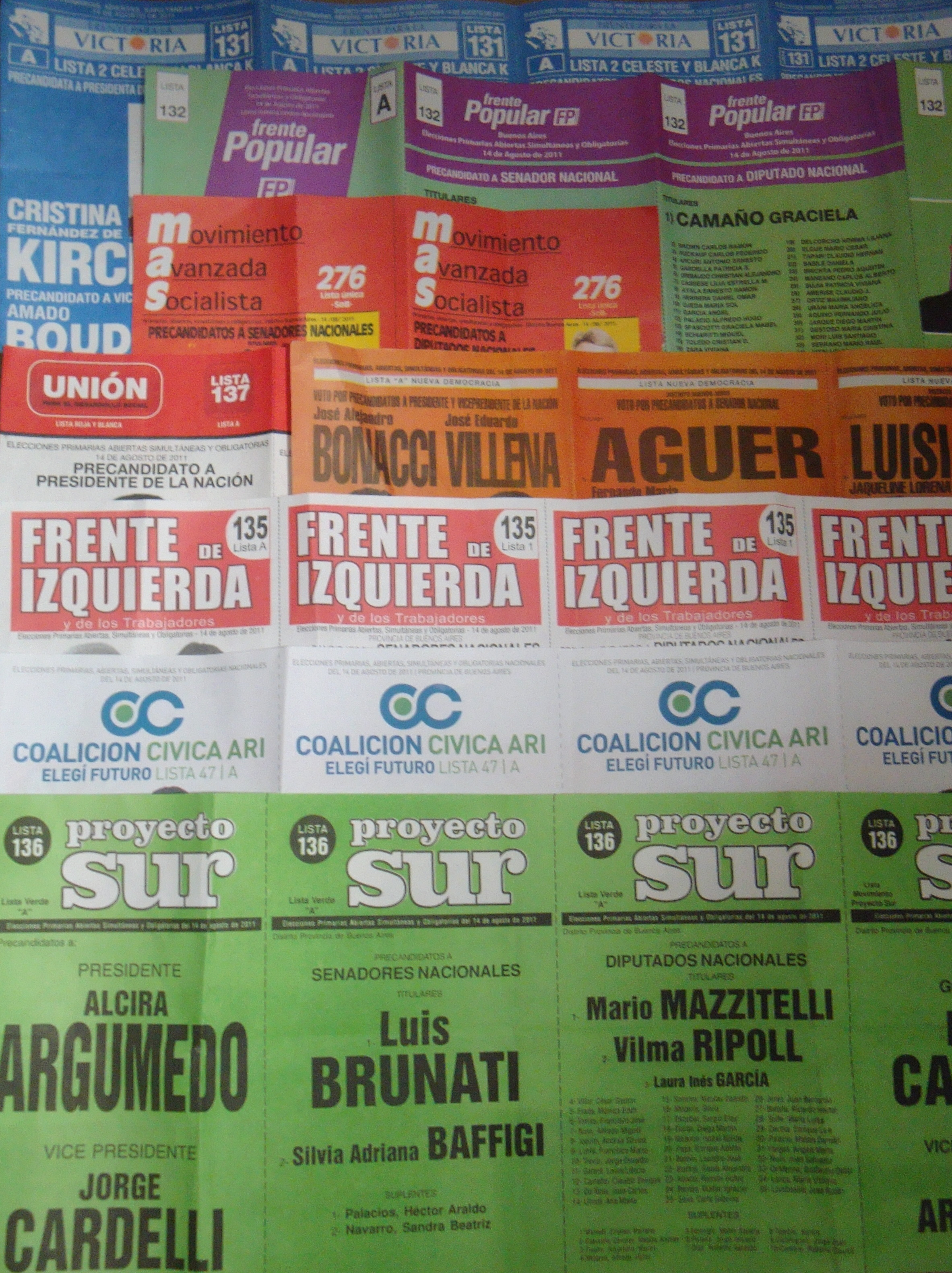
Boletas utilizadas en las elecciones primarias.

Las elecciones primarias fueron creadas en 2009, tras la aprobación de la Ley Electoral n° 26 571. En la misma se definen básicamente dos cuestiones: cuáles partidos están habilitados a presentarse a las elecciones nacionales del 23 de octubre, que según la ley son aquellos que obtengan al menos el 1,5% de los votos válidamente emitidos en el distrito de que se trate para la respectiva categoría. También quedará definida la lista que representará a cada partido político, de ahí lo de interna abierta.

### Resultados de las primarias
Habilitado para las elecciones generales
|  | 47,98 % |

|  | 11,66 % |

|  | 11,57 % |

|  | 9,72 % |

|  | 7,80 % |

|  | 3,07 % |

|  | 2,35 % |

|  | 0,85 % |

|  | 0,29 % |

|  | 0,22 % |

|  | 95,51 % |

|  | 4,49 % |

|  | 98,79 % |

|  | 1,21 % |

|  | 78,66 % |

|  | 21,34 % |

|  | 100 % |

### Partidos políticos inhabilitados

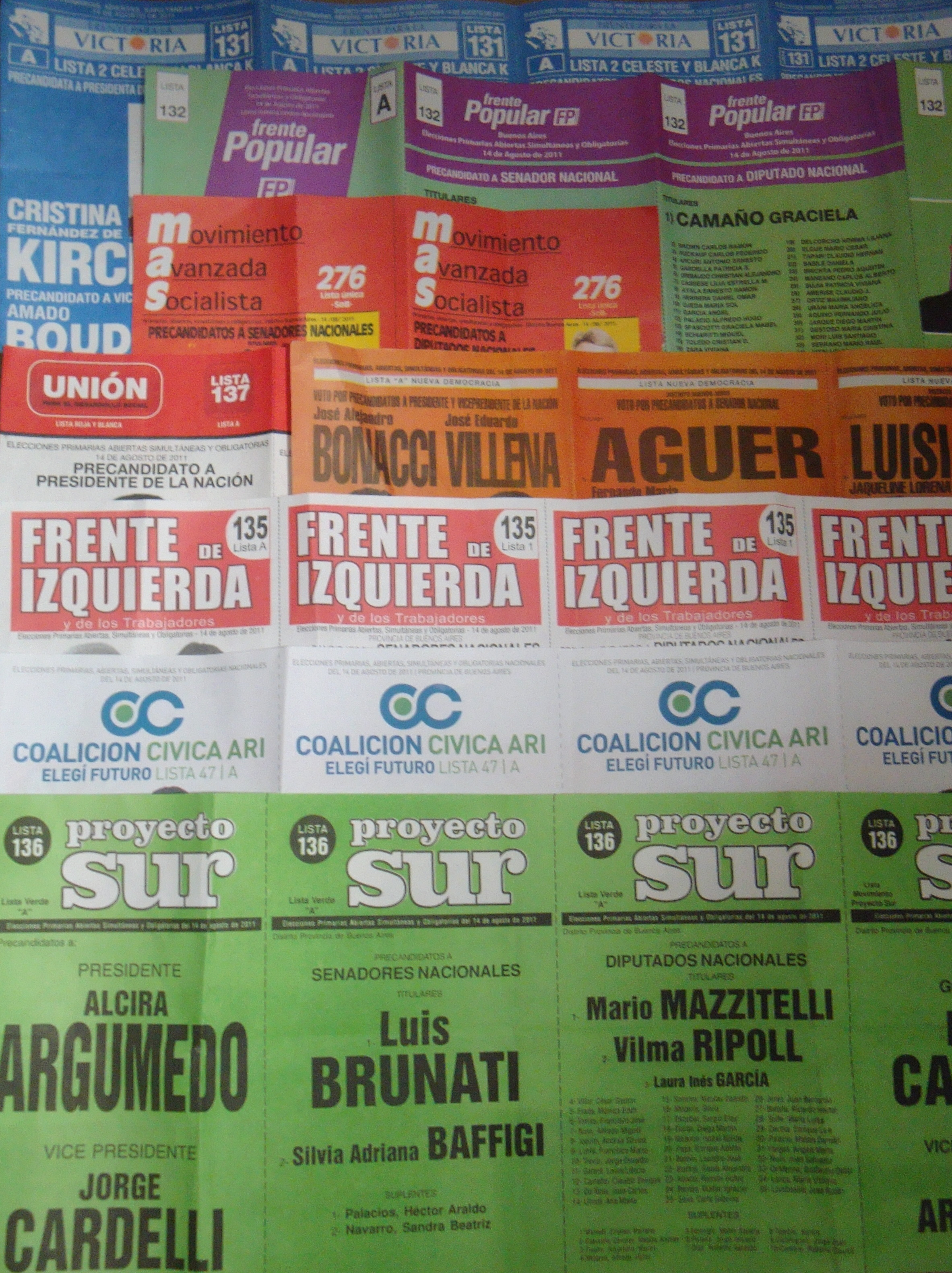
Boletas utilizadas en las elecciones primarias.

Los siguientes partidos políticos no pudieron presentarse en las elecciones presidenciales, dado que no alcanzaron el porcentaje de votos establecido para poder hacerlo.
Proyecto Sur
- Alcira Argumedo: El Movimiento Proyecto Sur, liderado por el diputado nacional y candidato a la Jefatura de Gobierno de la Ciudad de Buenos Aires, Fernando Solanas, resolvió finalmente no adherir al Frente Amplio Progresista y concurrir a las elecciones presidenciales con listas propias. La candidatura está enmarcada en una coalición denominada Movimiento Proyecto Sur, conformada por el Partido Proyecto Sur, el Movimiento Socialista de los Trabajadores (MST), Humanismo y Liberación y el Partido Socialista Auténtico (PSA).[43]

Movimiento de Acción Vecinal
- Sergio Pastore: El candidato por un partido regional de Córdoba, de escasa importancia a nivel nacional, fue presentado a último momento.[44] El Partido de Acción Vecinal integra junto con el Partido Justicialista la alianza electoral regional Unión por Córdoba.[45] La candidata a vice es Gilda Rodríguez. Según un artículo en La Voz del Interior cuenta con el apoyo de la comunidad sirio-libanesa.[46]

Partido del Campo Popular
- José Bonacci: El partido Neofascista Partido del Campo Popular, el cual surgió de la fusión del Movimiento por la Dignidad y la Independencia (MODIN) con otros partidos de derecha, presentó a Bonacci, oriundo de la Provincia de Santa Fe, a último momento. Su candidato a vicepresidente es José Villena.[47][44]

## Elecciones generales – 23 de octubre

Resultados por departamento:
Kirchner/Boudou (95,64%)
Binner/Morandini (1,89%)
Rodríguez Saá/Vernet (1,71%)
Duhalde/Das Neves (0,57%)
No votó (0,19%)

| Fórmula                        | Fórmula               | Partido o alianza     | Partido o alianza                         | Votos      | %     |
| Presidente                     | Vicepresidente        | Partido o alianza     | Partido o alianza                         | Votos      | %     |
| ------------------------------ | --------------------- | --------------------- | ----------------------------------------- | ---------- | ----- |
| Cristina Fernández de Kirchner | Amado Boudou          |                       | Frente para la Victoria                   | 11.865.055 | 54,11 |
| Hermes Binner                  | Norma Morandini       |                       | Frente Amplio Progresista                 | 3.684.970  | 16,81 |
| Ricardo Alfonsín               | Javier González Fraga |                       | Unión para el Desarrollo Social           | 2.443.016  | 11,14 |
| Alberto Rodríguez Saá          | José María Vernet     |                       | Compromiso Federal                        | 1.745.354  | 7,96  |
| Eduardo Duhalde                | Mario Das Neves       |                       | Frente Popular                            | 1.285.830  | 5,86  |
| Jorge Altamira                 | Christian Castillo    |                       | Frente de Izquierda y de los Trabajadores | 503.372    | 2,30  |
| Elisa Carrió                   | Adrián Pérez          |                       | Coalición Cívica ARI                      | 399.685    | 1,82  |
| Votos positivos                | Votos positivos       | Votos positivos       | Votos positivos                           | 21.927.282 | 95,52 |
| Votos en blanco                | Votos en blanco       | Votos en blanco       | Votos en blanco                           | 803.362    | 3,50  |
| Votos anulados                 | Votos anulados        | Votos anulados        | Votos anulados                            | 225.741    | 0,98  |
| Participación                  | Participación         | Participación         | Participación                             | 22.956.385 | 79,39 |
| Abstenciones                   | Abstenciones          | Abstenciones          | Abstenciones                              | 5.959.798  | 20,61 |
| Electores registrados          | Electores registrados | Electores registrados | Electores registrados                     | 28.916.183 | 100   |
| Fuentes:                       |                       |                       |                                           |            |       |

### Resultados por distrito
Cristina Fernández de Kirchner triunfó en todos los distritos menos en San Luis, donde se impuso Alberto Rodríguez Saá con poco más de la mitad de los votos, siendo la primera (y última) vez desde septiembre de 1973 que una fórmula peronista triunfaba en la Ciudad de Buenos Aires, aunque solo recibió poco más de una pluralidad de 35% de los votos en dicho distrito (mismo caso se da en Córdoba y Santa Fe). Técnicamente, y dado que Fernández de Kirchner y Rodríguez Saá pertenecían al Partido Justicialista (pudiendo presentar candidaturas separadas debido a la llamada "ley de neolemas") el peronismo triunfó en todo el país. Hermes Binner no pudo triunfar siquiera en el bastión socialista de la provincia de Santa Fe (provincia de la que él mismo era gobernador y donde su partido había triunfado por estrecho margen meses atrás), quedando detrás de Fernández de Kirchner por poco más de dos puntos porcentuales. Exceptuando Chubut, donde Eduardo Duhalde quedó segundo, y Mendoza, San Juan y La Rioja donde Rodríguez Sáa quedó segundo, Binner y Ricardo Alfonsín se repartieron el segundo puesto en el resto de las provincias. Jorge Altamira y Elisa Carrió también se disputaron el último y penúltimo puesto. Carrió quedó última en dieciocho distritos, logrando superar a Altamira sólo en la Capital Federal, Corrientes, Chaco, La Pampa, Mendoza, y Misiones. Hasta la fecha, esta sería la última vez que un presidenciable peronista triunfaría en las provincias de Córdoba, Mendoza y Santa Fe, así como en la Capital Federal anteriormente mencionada.
| Provincia           | Kirchner/Boudou (FPV) | Kirchner/Boudou (FPV) | Binner/Morandini (FAP) | Binner/Morandini (FAP) | Alfonsín/G. Fraga (UDESO) | Alfonsín/G. Fraga (UDESO) | R. Saá/Vernet (CF) | R. Saá/Vernet (CF) | Duhalde/Das Neves (FP) | Duhalde/Das Neves (FP) | Altamira/Castillo (FIT) | Altamira/Castillo (FIT) | Carrió/Pérez (CC ARI) | Carrió/Pérez (CC ARI) | Blancos/Nulos | Blancos/Nulos | Participación | Participación |
| Provincia           | Votos                 | %                     | Votos                  | %                      | Votos                     | %                         | Votos              | %                  | Votos                  | %                      | Votos                   | %                       | Votos                 | %                     | Votos         | %             | Votos         | %             |
| ------------------- | --------------------- | --------------------- | ---------------------- | ---------------------- | ------------------------- | ------------------------- | ------------------ | ------------------ | ---------------------- | ---------------------- | ----------------------- | ----------------------- | --------------------- | --------------------- | ------------- | ------------- | ------------- | ------------- |
| Buenos Aires        | 4.841.169             | 56,43                 | 1.280.857              | 14,93                  | 830.991                   | 9,69                      | 629.129            | 7,33               | 612.907                | 7,14                   | 234.965                 | 2,74                    | 149.595               | 1,74                  | 373.402       | 4,17          | 8.953.015     | 82,58         |
| Capital Federal     | 660.275               | 35,11                 | 522.979                | 27,81                  | 177.720                   | 9,45                      | 185.114            | 9,84               | 192.503                | 10,24                  | 61.145                  | 3,25                    | 80.807                | 4,30                  | 53.687        | 2,78          | 1.934.230     | 77,02         |
| Catamarca           | 133.306               | 69,79                 | 9.819                  | 5,14                   | 34.229                    | 17,92                     | 3.343              | 1,75               | 5.117                  | 2,68                   | 2.912                   | 1,52                    | 2.287                 | 1,20                  | 5.126         | 2,61          | 196.139       | 75,90         |
| Chaco               | 348.884               | 61,24                 | 40.601                 | 7,18                   | 120.093                   | 24,70                     | 17.024             | 3,01               | 23.475                 | 4,15                   | 4.411                   | 0,78                    | 10.949                | 1,94                  | 8.155         | 1,42          | 573.592       | 75,28         |
| Chubut              | 165.080               | 59,82                 | 21.231                 | 7,69                   | 26.603                    | 9,64                      | 8.378              | 3,04               | 45.335                 | 16,43                  | 5.170                   | 1,87                    | 4.186                 | 1,52                  | 8.712         | 3,06          | 284.695       | 78,97         |
| Córdoba             | 689.271               | 37,29                 | 412.351                | 23,39                  | 392.760                   | 22,00                     | 226.817            | 12,27              | 84.876                 | 4,59                   | 52.628                  | 2,85                    | 29.588                | 1,60                  | 44.876        | 2,37          | 1.893.167     | 75,57         |
| Corrientes          | 332.284               | 64,04                 | 36.209                 | 7,20                   | 74.889                    | 19,90                     | 20.305             | 4,04               | 23.223                 | 4,62                   | 4.286                   | 0,85                    | 11.896                | 2,36                  | 23.118        | 4,39          | 526.210       | 75,20         |
| Entre Ríos          | 367.427               | 54,63                 | 137.351                | 20,42                  | 97.285                    | 14,46                     | 27.394             | 4,07               | 29.360                 | 4,37                   | 6.966                   | 1,04                    | 6.786                 | 1,01                  | 86.993        | 11,45         | 759.562       | 82,35         |
| Formosa             | 201.036               | 79,27                 | 6.572                  | 2,59                   | 37.189                    | 14,66                     | 2.096              | 0,83               | 4.606                  | 1,82                   | 1.081                   | 0,43                    | 1.029                 | 0,41                  | 23.409        | 8,45          | 277.018       | 76,88         |
| Jujuy               | 207.286               | 64,43                 | 25.948                 | 8,07                   | 60.623                    | 18,84                     | 11.538             | 3,59               | 6.236                  | 1,94                   | 6.408                   | 1,99                    | 3.682                 | 1,14                  | 38.313        | 10,64         | 360.034       | 80,98         |
| La Pampa            | 104.905               | 58,27                 | 24.468                 | 13,59                  | 23.969                    | 13,31                     | 15.363             | 8,53               | 6.867                  | 3,81                   | 2.223                   | 1,23                    | 2.232                 | 1,24                  | 26.951        | 13,02         | 206.978       | 82,68         |
| La Rioja            | 77.953                | 51,28                 | 9.129                  | 6,01                   | 26.514                    | 17,44                     | 31.686             | 20,84              | 3.089                  | 2,03                   | 2.269                   | 1,49                    | 1.379                 | 0,91                  | 27.121        | 15,14         | 179.140       | 77,24         |
| Mendoza             | 449.680               | 51,12                 | 107.710                | 12,24                  | 96.936                    | 11,02                     | 179.067            | 20,36              | 14.563                 | 1,66                   | 13.363                  | 1,52                    | 18.342                | 2,09                  | 120.877       | 12,08         | 1.000.538     | 81,06         |
| Misiones            | 366.727               | 67,08                 | 31.156                 | 5,70                   | 75.077                    | 13,73                     | 16.917             | 3,09               | 44.177                 | 8,08                   | 5.512                   | 1,01                    | 7.105                 | 1,30                  | 12.922        | 2,31          | 559.593       | 77,46         |
| Neuquén             | 193.014               | 61,13                 | 45.273                 | 14,34                  | 29.336                    | 9,29                      | 20.240             | 6,41               | 11.408                 | 3,61                   | 10.224                  | 3,24                    | 6.240                 | 1,98                  | 19.743        | 5,89          | 335.478       | 82,46         |
| Río Negro           | 225.805               | 68,07                 | 39.876                 | 12,02                  | 30.790                    | 9,28                      | 13.261             | 4,00               | 9.791                  | 2,95                   | 6.765                   | 2,04                    | 5.446                 | 1,64                  | 13.207        | 3,83          | 344.941       | 78,47         |
| Salta               | 395.548               | 64,55                 | 50.916                 | 8,31                   | 89.383                    | 14,59                     | 19.970             | 3,26               | 25.479                 | 4,16                   | 22.267                  | 3,63                    | 9.227                 | 1,51                  | 14.240        | 2,27          | 627.030       | 76,48         |
| San Juan            | 222.118               | 65,41                 | 21.140                 | 6,22                   | 24.225                    | 7,13                      | 57.968             | 17,07              | 7.500                  | 2,21                   | 3.624                   | 1,07                    | 3.028                 | 0,89                  | 30.262        | 8,18          | 369.865       | 78,89         |
| San Luis            | 73.812                | 31,43                 | 12.005                 | 5,11                   | 21.349                    | 9,09                      | 120.924            | 51,50              | 2.294                  | 0,98                   | 2.349                   | 1,00                    | 2.087                 | 0,89                  | 17.341        | 6,88          | 252.161       | 80,76         |
| Santa Cruz          | 107.540               | 74,87                 | 10.543                 | 7,34                   | 17.028                    | 11,86                     | 1.831              | 1,27               | 2.161                  | 1,50                   | 2.457                   | 1,71                    | 2.070                 | 1,44                  | 9.361         | 6,12          | 152.991       | 76,55         |
| Santa Fe            | 758.721               | 41,96                 | 707.088                | 39,10                  | 103.221                   | 5,71                      | 86.760             | 4,80               | 91.233                 | 5,05                   | 31.107                  | 1,72                    | 30.218                | 1,67                  | 45.859        | 2,47          | 1.854.207     | 75,89         |
| Santiago del Estero | 338.482               | 82,11                 | 16.942                 | 4,11                   | 29.197                    | 7,08                      | 6.830              | 1,66               | 13.665                 | 3,32                   | 4.396                   | 1,07                    | 2.705                 | 0,66                  | 7.314         | 1,74          | 419.531       | 69,75         |
| Tierra del Fuego    | 48.465                | 68,43                 | 7.267                  | 10,26                  | 6.117                     | 8,64                      | 4.032              | 5,69               | 2.510                  | 3,54                   | 1.370                   | 1,93                    | 1.063                 | 1,50                  | 2.532         | 3,45          | 73.356        | 73,29         |
| Tucumán             | 526.267               | 65,19                 | 87.539                 | 10,84                  | 107.492                   | 13,31                     | 39.367             | 4,88               | 23.455                 | 2,91                   | 15.474                  | 1,92                    | 7.738                 | 0,96                  | 15.582        | 1,89          | 822.914       | 80,76         |
| Total               | 11.865.055            | 54,11                 | 3.684.970              | 16,81                  | 2.443.016                 | 11,14                     | 1.745.354          | 7,96               | 1.285.830              | 5,86                   | 503.372                 | 2,30                    | 399.685               | 1,82                  | 1.029.103     | 4,48          | 22.956.385    | 79,39         |